# Pierre Raffin
Pour les articles homonymes, voir Raffin.
Pierre Raffin, né le 13 février 1938 à Nancy et mort le 2 février 2024 à Metz, est un évêque français, évêque de Metz de 1987 à 2013.

## Biographie

### Formation et ministères
Pierre René Ferdinand Raffin nait le 13 février 1938 à Nancy, de Roger Raffin (1908 Paris - 1977 Metz) et Catherine Bordeu (1910 Lecumberry - 2013 Metz). Il grandit à Dijon où naît sa sœur Christine en 1945 : elle deviendra adjointe de Jean-Marie Rausch à la mairie de Metz, chargée de la culture et des nouvelles technologies ; leur père dirigera le réseau des cinémas messins. 
À Dijon, Pierre Raffin est scolarisé à l'établissement privé Saint-François-de-Sales. Il entame alors  des études de lettres à la faculté de Lettres, avant d'intégrer la faculté de philosophie et de théologie du Saulchoir à Etiolles. Il est ordonné prêtre dans cette commune le 5 juillet 1964 dans l'ordre des dominicains.
De 1968 à 1971, il est professeur et père maître des étudiants dominicains au Centre d'études du Saulchoir. Il est aussi secrétaire général de la province dominicaine de France de 1972 à 1978, puis de 1984 à 1987. Entre 1978 et 1984, il est prieur du couvent dominicain de l'Annonciation à Paris. Enfin, de 1984 à 1987, il est professeur et père spirituel à la maison Saint-Augustin dans le diocèse de Paris.

### Évêque de Metz
Pierre Raffin est nommé évêque de Metz le 4 août 1987, succédant à Paul-Joseph Schmitt. L'ordination a lieu le 11 octobre en la cathédrale Saint-Étienne. 
Il est le premier évêque à dialoguer aves des fidèles par minitel.
Le 10 octobre 1988, il accueille le pape Jean-Paul II lors de sa visite à Metz.
En 1991, il autorise l'ouverture du procès en béatification de Robert Schuman, le père de l'Union européenne[réf. souhaitée].
Il est élu pour participer au synode des évêques de 1994.
En 2001, il célèbre une messe pour les mineurs du carreau Wendel à Petite-Rosselle, puis en 2004 lors de la fermeture du dernier puits des houillères de Lorraine. Cette même année, il pose en compagnie du maire de Metz, Jean-Marie Rausch, la première pierre de la maternité Sainte-Croix à Metz-Queuleu.
En 2006, il est à l'initiative de la transformation du chœur de la cathédrale par le designer Mattia Bonetti.
Ayant atteint l'âge limite pour les évêques en février 2013, et conformément au régime concordataire qui régit le diocèse de Metz, il présente sa démission au pape et au président de la République. Par décret du Président de la République en date du 17 juin 2013, est agréée la démission présentée par Pierre Raffin. L'annonce de cette démission et de la nomination de Jean-Christophe Lagleize, évêque de Valence, comme nouvel évêque de Metz est publiée au Journal officiel le 27 septembre 2013.
Pierre Raffin se retire alors au couvent d'Oberbronn dans le Bas-Rhin, avant d'intégrer en décembre 2023 la Maison des Petites Sœurs des pauvres à Metz-Bellecroix.

### Mort
Il meurt le 2 février 2024 à Metz, à l’âge de 85 ans. Ses obsèques sont célébrées le 8 février en la cathédrale de Metz par Philippe Ballot, son successeur qui souligne qu'« il laissera le souvenir d'un père, un frère, un ami dans le Christ », en présence notamment de François Grosdidier, maire de Metz, Jean-Luc Bohl, maire de Montigny-lès-Metz, et Patrick Weiten, président du conseil départemental. Il est ensuite inhumé dans le caveau des évêques dans la crypte de la cathédrale.

## Prises de position

### Sur le Téléthon
En 2007, il refuse publiquement de soutenir le Téléthon. Il entend ainsi dénoncer l'utilisation d'une partie des dons pour la recherche sur les embryons.

### À la suite de l'annonce de suppression d'emploi dans les aciéries en Lorraine
En janvier 2008, à la suite de l'annonce de suppression d'emplois par ArcelorMittal, Pierre Raffin souligne le sentiment d'angoisse sensible dans la région concernée, sentiment qui tourne parfois à la colère par suite de la surprise de cette décision allant à contresens des assurances données par le responsable de Mittal. Il appelle à la solidarité vis-à-vis des familles touchées par cette nouvelle épreuve et rappelle que « la justice consiste à reconnaître la dignité de chaque acteur du travail, son droit à un travail justement rémunéré ».

### Sur les sectes
Il clarifie la position de l'Église de France sur les sectes. Il est en particulier l'auteur du chapitre « Les sectes et les nouveaux mouvements religieux » de l'ouvrage collectif intitulé L'Église et les Français, crise de la foi, crise morale, crise sociale : quatorze évêques répondent.

### Sur le mariage pour tous
En 2013, après l'adoption de la loi sur le mariage pour tous, il lance sur sa page Facebook un « appel à la "résistance", en opposant à la légalité républicaine "la loi naturelle inscrite dans le cœur de tout être humain". »

## Décoration
- Officier de l'Ordre national du Cèdre[19] (Liban)

## Publications
- Les Rituels orientaux de la profession monastique, Bégrolles-en-Mauges, Abbaye de Bellefontaine, 1969 ; rééd., 1974 et 1992  (ISBN 2-85589-004-7).
- Avec vous, je suis prêtre, Paris, Éd. du Cerf, 1986  (ISBN 2-204-02628-X).
- Visages de l'islam et regard chrétien, jalons pour le dialogue islamo-chrétien en Moselle, lettre pastorale, Metz, 1993.
- Le bicentenaire du Concordat, actes du colloque, dir. de publication, Strasbourg, Éd. du Signe, 2002  (ISBN 2-7468-0677-0).
- éditeur scientifique de la Règle de saint Augustin, Paris, Éd. du Cerf, 2011  (ISBN 978-2-204-09162-6).
- Diverses préfaces, contributions, articles, enregistrements audio.